# Pierre Joseph Thoulier d'Olivet

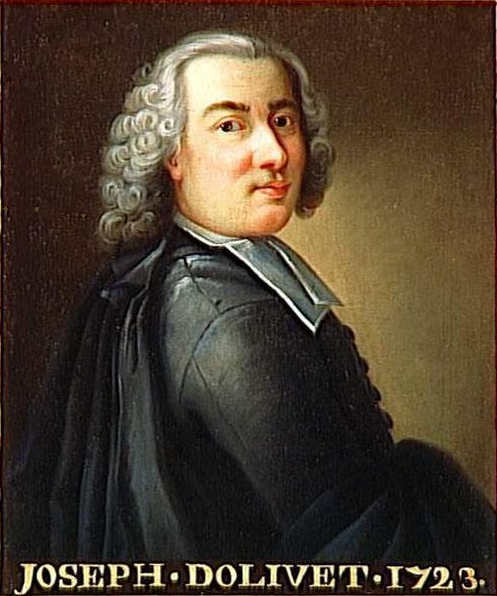
Pierre Joseph Thoulier d'Olivet

Pierre Joseph Thoulier d'Olivet (Salins, 1 april 1682 - 8 oktober 1768) was een Frans rooms-katholiek geestelijke en taalkundige.

## Levensloop
Thoulier d'Olivet werd geboren in een familie van plattelandsadel in de Franche-Comté. Zijn vader was advocaat bij het Parlement van Dole. Hij trad binnen bij de jezuïeten en doceerde kort retorica aan de universiteit van Pont-à-Mousson. In 1705 of 1706 verliet hij de jezuïeten om zich toe te leggen op de studie van de Franse taal, met name de grammatica. Hij vertaalde het werk van Cicero naar het Frans, dat hij vervolgens uitgaf. Hij gaf ook het werk van verschillende Franse auteurs uit. In 1723 werd hij opgenomen in de Académie française. Hij werd er de leider van de factie van de "réligieux" (ook "Olivets" genoemd) tegenover de factie van de "philosophes". Thoulier d'Olivet was een actieve bijdrager aan de Dictionnaire de l'Académie française en schreef ook een geschiedenis van de Académie française.
Hij was een van de stichters van de Académie de Besançon en was ereraadslid van het Rekenhof van Dole.

## Werk
Hij schreef onder andere:
- Essais de grammaire sur les noms, l'article et les prénoms
- Histoire de l'Académie française
- Remarques sur la langue française

Daarnaast is een uitgebreide briefwisseling van Thoulier d'Olivet overgeleverd.
- Bibsys: 10018111
- Biblioteca Nacional de España: XX1548814
- Bibliothèque nationale de France: cb11918095h (data)
- Gemeinsame Normdatei: 117122033
- International Standard Name Identifier: 0000 0000 8169 3099
- Library of Congress Control Number: nr91014552
- Nationale Bibliotheek van Tsjechië: jn19990006253
- Nationale Bibliotheek van Israël: 987007294918905171
- Nederlandse Thesaurus van Auteursnamen: 068453825
- Istituto Centrale per il Catalogo Unico: TO0V037122
- Système universitaire de documentation: 027052370
- Trove: 1192937
- Virtual International Authority File: 99337414
- WorldCat: E39PBJrKQftbjcdv7qvTJrY773